# Obradovce
Obradovce (en serbe cyrillique : Обрадовце) est un village de Serbie situé dans la municipalité de Crna Trava, district de Jablanica. Au recensement de 2011, il comptait 23 habitants.
Obradovce est également connu sous le nom de Obradovci.

## Démographie
| 1948 | 1953 | 1961 | 1971 | 1981 | 1991 | 2002 | 2011 |
| ---- | ---- | ---- | ---- | ---- | ---- | ---- | ---- |
| 113  | 102  | 90   | 70   | 48   | 38   | 31   | 23   |

|  |